# Угзеньга (река)
Угзеньга — река в Холмогорском районе Архангельской области России.
Исток реки — слияние рек Верхняя Угзеньга и Нижняя Позёра (Верхняя Позёра). Течёт с юга на север—северо-восток. Впадает в Пинегу по левому берегу в 36 км от её устья, напротив устья реки Тиньга. Длина 42 км, от истока Нижняя Позёра — 96 км, площадь бассейна — более 100 км². Питание смешанное, с преобладанием снегового. Наиболее крупные притоки — Светлый, Паленьгский, Долгий, Пушинский, Пустозерский, Сухой, Вонючий. В среднем течении реку пересекает мост железнодорожной ветки «Архангельск — Карпогоры».